# Боровњача

Боровњача или вучји хлеб (лат. Suillus granulatus), представља једну од најпознатијих гљива из реда вргања и њихових сродника (Boletales). 
Микоризна је врста која најчешће расте у симбиози са боровима у топлијим пределима или осунчаним локалитетима. Није избирљива у погледу подлоге на којој расте, иако је најчешћа на кречњаку и у светлијим деловима шуме. Расте појединачно или у мањим групама понекад правећи тзв. вилина кола. Насељава делове Азије, Европе и Северне Америке. Честа, а појединих година врло честа врста која плодоноси од јуна до новембра.

## Опис плодног тела
Шешир код ове гљиве је јастучасто испупчен, на крају готово раван или таласасто удубљен. Пречник шешир варира од 4 до 14 cm. Кожа шешира је слузава и лепљива, глатка и лако се да огулити. Основна боја шешира је смеђа или жута са црвенкастим примесама, или без њих. У средини на испупчењу је нешто тамнији у односу на остатак шешира. 
Цевчице су равне до мало силазно прирасле дугачке 5-10 mm. У почетку су беле боје која током развића прелази у жућкасту и на крају бивају маслинасто смеђе боје. 
Поре су исте боје као цевчице, ситне (мање од 1 mm), угласто издужене и испуштају капљице течности беличасте боје док је гљива млада. 
Дршка је ваљкаста често изувијана у у дну помало сужена висине 3-9 cm и ширине 1-2,5 cm. Беле је боје, а са старошћу добија примесе жуте. 
Месо је дебело, беле боје и врло сочно, а док је гљива млада и доста тврдо. Месо је у дршци је доста чвршће него у шеширу. Мирише на воће, а укус пресног шешира је благо пикантан.

## Микроскопија
Споре су ушиљене, вретенасте светложуте боје димензија 8-10 × 3-4 μm. Цистиде су окер смеђе боје, груписане, батинасте и кривудаве (54-68 × 9-11,5 μm).

## Отисак спора
Отисак спора је кестењасто смеђа до глинасто окер боје (нема примеса маслинасте).

## Јестивост
Јестива и врло укусна гљива. Ретко је нападнута црвима и ларвама инсеката. Може се и кувати и поховати. Приликом брања носити хируршке рукавице јер понекад уме да изазива алергијске реакције на кожи (контактни дерматитис). Кожицу шешира пре спремања обавезно огулити јер поседује велике количине лаксатива који терају на учесталу столицу.

## Сличне врсте
Најсличнија је обалској боровњачи (lat.Suillus littoralis) која пак нема слузаву и лепљиву кожицу, а месо је много жуће. Такође, обалска боровњача продире све до морских обала, док боровњача се врло ретко налази и у непосредној близини мора и океана